# Puntate di Patrick Melrose
Le puntate della miniserie televisiva Patrick Melrose sono state trasmesse negli Stati Uniti sul canale via cavo Showtime dal 12 maggio al 9 giugno 2018.
In Italia, la miniserie è andata in onda sul canale satellitare Sky Atlantic dal 9 luglio al 6 agosto 2018.
| nº | Titolo originale | Titolo italiano | Prima TV USA   | Prima TV Italia |
| -- | ---------------- | --------------- | -------------- | --------------- |
| 1  | Bad News         | Cattive notizie | 12 maggio 2018 | 9 luglio 2018   |
| 2  | Never Mind       | Non importa     | 19 maggio 2018 | 16 luglio 2018  |
| 3  | Some Hope        | Speranza        | 26 maggio 2018 | 23 luglio 2018  |
| 4  | Mother's Milk    | Latte materno   | 2 giugno 2018  | 30 luglio 2018  |
| 5  | At Last          | Lieto fine      | 9 giugno 2018  | 6 agosto 2018   |

## Cattive notizie
- Titolo originale: Bad News
- Diretta da: Edward Berger
- Scritta da: David Nicholls

### Trama
Patrick Melrose viene avvisato che il vecchio padre è deceduto. Per rendere omaggio alle sue spoglie, si reca a New York e qui fa i conti con i ricordi del suo passato. Dai vari flashback, si evince che il padre non era un uomo affettuoso e dedito alla famiglia. Per far fronte al passato doloroso, Patrick fa affidamento, da buon tossicodipendente quale è, a massicce dosi di eroina e cocaina. Per cercare di metabolizzare il dolore del lutto, invita a cena una sua vecchia fiamma, una ragazza di nome Marianne. La giovane, però, non accetta di trascorrere altro tempo con lui, dopo aver assistito al suo comportamento instabile. Ritornato in hotel, Patrick tenta il suicidio, combinando droghe e medicinali, ma ciò non sembra funzionare e, il mattino dopo, si risveglia nella vasca da bagno. Dopo aver fatto le valigie, si reca in aeroporto da dove telefona all'amico Jhonny, dicendogli che vuole disintossicarsi.

## Non importa
- Titolo originale: Never Mind
- Diretta da: Edward Berger
- Scritta da: David Nicholls

### Trama
Mentre Patrick si trova in una profonda crisi d'astinenza, dovuta al suo proposito di ripulirsi dalla droga, si apre un flashback sull'infanzia dell'uomo, nello specifico sulla vacanza estiva della famiglia Melrose a Lacoste, in Francia. Il piccolo Patrick è costretto a subire la violenza e l'autorità del padre e l'anafettività della madre Eleanor, una donna con gravi problemi di alcool e abuso di farmaci. I Melrose vengono raggiunti, nella loro residenza estiva, dall'amico di vecchia data di David, nonché padrino di Patrick, Nicholas, che si presenta insieme alla sua giovanissima fidanzata di nome Bridget. Durante la permanenza nella casa, Patrick manifesta comportamenti violenti e tenta anche il suicidio, cadendo intenzionalmente dalle scale. La sera stessa, i coniugi Melrose ospitano a cena Nicholas e Bridget e Anne e Victor, altri due amici della coppia. Durante la cena, Anne, disgustata dalla piega che prende il discorso intavolato, esce dalla sala da pranzo e sulle scale incontra il piccolo Patrick che, triste e malinconico, le chiede se può vedere la madre per parlarle. Eleanor, però, è troppo debole per opporsi alla decisione di David e così rimane seduta a tavola, ignorando il bisogno del figlio.

## Speranza
- Titolo originale: Some Hope
- Diretta da: Edward Berger
- Scritta da: David Nicholls

### Trama
Sono passati otto anni dalla morte del padre e Patrick, dopo essersi laureato in legge, si è anche disintossicato dalla droga, intraprendendo un percorso in una clinica psichiatrica. A turbare la sua quiete domestica, arriva Nicholas che lo costringe a partecipare ad una festa di compleanno in onore del marito di Bridget. La donna ha asceso la piramide sociale, sposando un facoltoso aristocratico, Sonny, dal quale ha avuto una bambina. Bridget, però, scopre ben presto che il suo non è un matrimonio felice: il marito, infatti, la tradisce con Cindy, una giovanissima donna, da cui aspetta un figlio maschio. Alla festa, Patrick va insieme all'amico Johnny, al quale confessa di aver subìto abusi sessuali da parte del padre ed esprime il desiderio di volerlo perdonare per poter andare avanti con la sua vita. Frattanto, Bridget, dopo aver discusso con Sonny, decide di lasciarlo e va via insieme alla madre e alla figlioletta.

## Latte materno
- Titolo originale: Mother's Milk
- Diretta da: Edward Berger
- Scritta da: David Nicholls

### Trama
Agosto 2003, Francia. Patrick Melrose si è sposato con una donna di nome Mary e, insieme, hanno avuto due bimbi: Robert e Thomas. La famiglia alloggia nella residenza estiva dei Melrose, in cui si trova anche Eleanor, l'anziana madre di Patrick. Eleanor, in seguito a un ictus, è costretta a letto e a rivedere le sue volontà testamentarie: dopo diversi anni di beneficenza decide di diseredare Patrick in favore di un'ONG e chiede anche al figlio di aiutarla con l'eutanasia. La difficile convivenza con i membri dell'organizzazione lì trasferitisi e il risentimento di Patrick nei confronti della madre esasperano il già difficile rapporto con i figli e Mary che, totalmente presa dalla maternità, non degna Patrick di molte attenzioni. Il matrimonio in crisi porterà Patrick ad avere una relazione con Julia. Dopo diversi tentativi con il percorso per praticare l'eutanasia Eleanor rinuncia, comprensibilmente turbata dalla scelta presa.

## Lieto fine
- Titolo originale: At Last
- Diretta da: Edward Berger
- Scritta da: David Nicholls

### Trama
2005, Londra. Al funerale di Eleanor partecipano amici e parenti, tra cui Mary e Patrick già da tempo separati. Patrick è da tempo in terapia presso una clinica per alcolisti, da cui entra e esce mantenendo anche un rapporto altalenante con i figli e Mary. Il funerale porta Patrick a confrontarsi con gli ultimi fantasmi del passato. Il finale lascia aperta una speranza, con Patrick che decide di recuperare il rapporto con i figli e imparare a perdonarsi.